# Gendai budo
Gendai Budō (japonsko 現代 武道) v japonščini pomeni »moderna borilna veščina.« Besedna zveza zajema japonske borilne veščine, ki so bile ustanovljene po obdobju Meidži obnove sredi 19. stoletja. V Gendai budo tako sodijo veščine, kot npr. Aikido, Judo, Karate, Kendo, Iaido, Kjudo, Jukendo. Pomotoma nekateri v Gendai budo uvrščajo tudi Sumo,ki pa je v resnici starodavna veščina.
Veščine Gendai budo so bile osnovane z namenom simbolične ločitve od nasilne preteklosti tradicionalnih japonskih borilnih veščin, t. i. veščin Korju. Čeprav Gendai budo temelji na izročilih in vsebini veščin korju, pa se sam namen vadbe, urejenost in izvedba učnega procesa bistveno razlikujejo od klasičnih veščin fevdalne japonske.
Gendai budo tako vsebuje sistem postopnih stopenj znanja, označenih s končnicami kju in dan ter ponekod dodatno ponazorjenih z barvami pasov, ki je nadomestil podeljevanje zvitkov oz. certifikatov. Razlika je tudi odsotnost zaprtosti za določene sloje prebivalstva, večine togih obredov zvestobe veščini, krvnih priseg in popolne vdanosti gospodarju; nadomešča jih odprtost za vse, pripravljene se učiti in pri tem spoštovati osnovna pravila vljudnosti in smernice obnašanja.
Nadalje se razlikuje tudi način podajanja znanja. Učenec veščin Korju je moral biti izredno pozoren in iznajdljiv, saj so mojstri gibe lahko predstavili le enkrat, v vsej popolnosti in brez razlage, nato je bila učenčeva naloga, da jih je po spominu in s predano vadbo osvojil. Nasprotno se v veščinah Gendai budo gibi učencem predstavijo postopno in po potrebi večkrat, z bolj ali manj podrobno razlago.
Temeljito spremenjen je tudi namen vadbe veščine. Veščine Korju so bile namenjene izoblikovanju čim bolj popolnih, vsestranskih in predanih vojščakov, medtem ko veščine Gendai budo poudarjajo razvoj človekovega telesno - duhovnega potenciala in izoblikovanje celovite osebnosti.
Mnogi razumejo veščine Gendai budo kot zvodenele in manjvredne različice pristnejših in večvrednih veščin Korju, predvsem zaradi pojava športno-tekmovalnega principa v mnogih modernih veščinah. Nasprotno drugi vidijo veščine Korju le kot krute metode ubijanja, brez razvoja osebnosti in duhovnosti. V resnici obe skupini veščin skušata človeka razviti tako v telesnem kot duhovnem smislu, a imata zaradi zgodovinskih razlogov drugačen pristop, mnogo edinstvenih lastnosti in tako dobre kot slabe plati.